# Bocha nos Jogos Paralímpicos de Verão de 2016

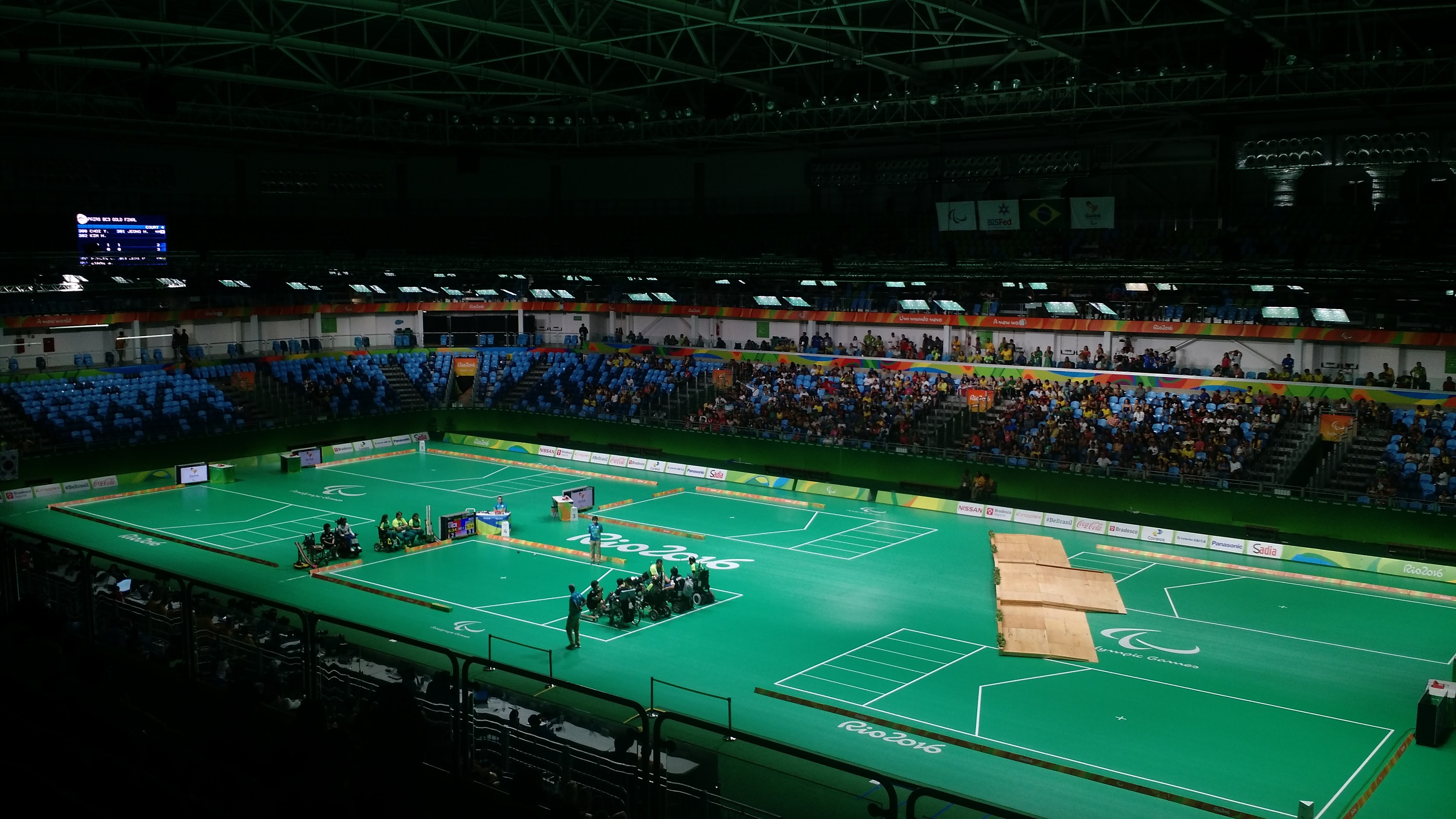
Final da categoria BC3 em duplas, entre Brasil e Coréia do Sul

As competições de bocha nos Jogos Paralímpicos de Verão de 2016 aconteceram na Arena Carioca 2, no Parque Olímpico do Rio de Janeiro, Brasil, entre 10 e 16 de setembro. Participaram 106 atletas, de 23 países, em 7 eventos diferentes — 4 individuais, 2 eventos em duplas e 1 evento em equipe.

## Classificação
Os atletas competem em diferentes eventos, dependendo do seu tipo de deficiência:
- BC1 - Paralisia cerebral: Disfunção locomotora que afeta todo o corpo, usa as mãos ou os pés para impulsionar a bola em jogo. Pode ser acompanhado por um assessor.
- BC2 - Paralisia cerebral: Disfunção locomotora que afeta todo o corpo, usa somente as mãos para impulsionar a bola em jogo. Não pode ser acompanhado por um assessor.
- BC3 - Paralisia cerebral ou outra deficiência: Disfunção locomotora nos quatro membros do corpo, usa a ajuda de uma rampa para impulsionar a bola em jogo. Pode ser acompanhado por um assessor.
- BC4 - Distrofia muscular ou tetraplegia: Disfunção locomotora nos quatro membros do corpo, usa somente as mãos para impulsionar a bola em jogo. Não pode ser acompanhado por um assessor.

## Eventos
Todos os eventos da bocha são mistos, ou seja, há a participação de homens e mulheres nos mesmos eventos. Foram quatro eventos individuais, dois eventos em duplas e um evento em equipe.
| Classificação | Eventos    | Eventos | Eventos |
| Classificação | Individual | Duplas  | Equipe  |
| ------------- | ---------- | ------- | ------- |
| BC1           | ●          | —       | ●       |
| BC2           | ●          | —       | ●       |
| BC3           | ●          | ●       | —       |
| BC4           | ●          | ●       | —       |

## Qualificação
| Evento                                                           | Evento                                                           | BC1/BC2 Equipes                                                                                               | BC1/BC2 Equipes | BC3 Duplas                                                           | BC3 Duplas | BC4 Duplas                                               | BC4 Duplas |
| Evento                                                           | Evento                                                           | Países | Vagas           | Países                                                               | Vagas      | Países                                                   | Vagas      |
| ---------------------------------------------------------------- | ---------------------------------------------------------------- | --- | --------------- | -------------------------------------------------------------------- | ---------- | -------------------------------------------------------- | ---------- |
| Sede                                                             | Sede                                                             | BRA Brasil | 4               | BRA Brasil                                                           | 3          | BRA Brasil                                               | 3          |
| Campeonatos Regionais da BISFED de 2015                          | Europa Londres                                                   | GBR Grã-Bretanha                                                                                              | 4               | BEL Bélgica                                                          | 3          | SVK Eslováquia                                           | 3          |
| Campeonatos Regionais da BISFED de 2015                          | Asia Hong Kong                                                   | THA Tailândia                                                                                                 | 4               | KOR Coreia do Sul                                                    | 3          | CHN China                                                | 3          |
| Campeonatos Regionais da BISFED de 2015                          | Américas Montreal                                                | ARG Argentina                                                                                                 | 4               | CAN Canadá                                                           | 3          | CAN Canadá                                               | 3          |
| Ranking mundial da BISFED de 2015 30 de abril de 2016            | Ranking mundial da BISFED de 2015 30 de abril de 2016            | SVK Eslováquia POR Portugal ESP Espanha JPN Japão CHN China KOR Coreia do Sul HKG Hong Kong NED Países Baixos | 32              | GRE Grécia POR Portugal GBR Grã-Bretanha SIN Singapura               | 12         | HKG Hong Kong GBR Grã-Bretanha THA Tailândia HUN Hungria | 12         |
| Ranking mundial individual da BISFED de 2015 30 de abril de 2016 | Ranking mundial individual da BISFED de 2015 30 de abril de 2016 | BC1 GRE Grécia NOR Noruega BC2 ISR Israel MEX México CAN Canadá                                               | 5               | JPN Japão HKG Hong Kong CZE República Checa SWE Suécia AUS Austrália | 5          | KOR Coreia do Sul POR Portugal                           | 2          |
| Total                                                            | Total                                                            | | 53              |                                                                      | 29         |                                                          | 26         |

## Calendário
| CA | Cerimônia de abertura |  | Preliminares | ● | Final | CE | Cerimônia de encerramento |

| Setembro | 7  | 8 | 9 | 10 | 11 | 12 | 13 | 14 | 15 | 16 | 17 | 18 | Medalhas de ouro |
| -------- | -- | - | - | -- | -- | -- | -- | -- | -- | -- | -- | -- | ---------------- |
| Bocha    | CA |   |   |    |    | ●  |    |    |    | ●  |    | CE | 7                |